# Big Freeze (chanson)
Pistes de The 2nd Law
Explorers
(8) Save Me
(10)
Big Freeze est le 9e morceau de l'album The 2nd Law sorti le 28 septembre 2012, du trio britannique Muse.

## Le morceau
Le morceau a été écrit, tout comme l'album, entre Londres et New York.
Il apparaît sur les radios au début de 2014, et reçoit un très bon accueil. C'est le 9e morceau du 6e album du groupe, The 2nd Law, paru le 28 septembre 2012. Il est le seul à n'avoir jamais été repris en concert par le groupe.

## Sonorité
La sonorité du morceau est non sans rappeler le style particulier du groupe irlandais U2. La voix du chanteur Matthew Bellamy est d'ailleurs très proche de son ainé Bono, au début du morceau. Le rythme est entrainant, des chœurs se font entendre tout au long de la chanson. Il s'agit d'un morceau rock enchainant les riffs de guitares et les percussions. 

### Le thème
Big Freeze à la grande glaciation, en référence à la mort thermique de l'Univers, théorie sur le destin possible de l'Univers, dans lequel il aurait évolué jusqu’à un état d’absence de toute énergie thermodynamique disponible lui permettant d’assurer le mouvement ou la vie. En termes de physique, il atteindrait ainsi son entropie maximale.
Elle résulte de l’extrapolation à l’ensemble de l'Univers de la théorie de la thermodynamique. Ce thème renvoie donc directement au thème général de l'album The 2nd Law, la seconde loi de la thermodynamique.